# Phragmatiphila nexa
Phragmatiphila nexa là một loài bướm đêm trong họ Noctuidae.